# 주베이징 홍콩 특별행정구 정부 판사처
주베이징 홍콩 특별행정구 정부 판사처(중국어: 香港特別行政區政府駐北京辦事處, 영어: Office of the Government of the Hong Kong Special Administrative Region of the People's Republic of China in Beijing, 준말: BJO)는 중화인민공화국 홍콩 특별행정구 정부가 중화인민공화국 베이징시에 설치한 홍콩 경제무역대표부이다. 1999년 3월 4일에 정식 설립되었으며 정제내지사무국에서 관할한다.

## 기능
판사처는 홍콩 특별행정구 정부와 중화인민공화국 국무원, 기타 정부 부처의 양방향 소통 채널로서 중국 대륙에 위치한 10개 성급행정구(베이징시, 톈진시, 허베이성, 랴오닝성, 지린성, 헤이룽장성, 내몽골 자치구, 신장 위구르 자치구, 간쑤성, 닝샤 후이족 자치구)의 지방정부와 비정부 기구, 베이징 주재 성급행정구 사무소와 연계하여 홍콩에 관한 자료를 제공하고 홍콩 특별행정구 정부에 중국 대륙의 새로운 발전을 보고한다.
판사처는 중국 대륙에 거주하는 홍콩 시민들이 중국 대륙에 주재하는 비정부 기구와 연락하는 것을 지원하며 중국 대륙 거주자들의 홍콩 방문, 취업, 투자, 유학 신청을 처리한다. 또한 중국 대륙에서 홍보하는 역할을 수행하며 홍콩의 대외 사무 가운데 일부를 처리한다.
판사처는 2015년 4월 27일에 랴오닝성 선양시에 산하 연락사무소를 설립했으며 2017년 2월 17일에 톈진시에 산하 연락사무소를 설립했다. 이들 연락사무소는 홍콩과 랴오닝성, 톈진시 간의 연계를 강화하고 정부 업무를 수행한다. 또한 홍콩과 관련 성급행정구 간의 교류를 촉진하고 현지에 거주하는 홍콩인들과 홍콩 기업을 지원한다.

## 역대 대표
1. 렁보우윙 (중국어: 梁寶榮, 임기: 1999년 ~ 2005년)
2. 초우만타이 (중국어: 曹萬泰, 임기: 2006년 4월 30일 ~ 2012년 7월 18일)
3. 쥐만링 (중국어: 朱曼鈴, 임기: 2012년 7월 18일 ~ 2014년 12월 21일)
4. 푸시우와이 (중국어: 傅小慧, 임기: 2015년 1월 21일 ~ 2019년 1월 20일)
5. 렁지얀 (중국어: 梁志仁, 임기: 2019년 1월 21일 ~ 현재)

## 같이 보기
- 홍콩 경제무역대표부